# روی گولواک
روی گولواک (انگلیسی: Roy Gulwak؛ زادهٔ ۵ ژوئیهٔ ۱۹۸۵ ‏(۳۹ سال)) بازیکن فوتبال اهل سودان جنوبی است.
از باشگاه‌هایی که در آن بازی کرده‌است می‌توان به باشگاه فوتبال خارطوم و باشگاه فوتبال الهلال ام درمان اشاره کرد.
وی همچنین در تیم‌های ملی فوتبال سودان و سودان جنوبی بازی کرده‌است.